# Boy Lüthje
Boy Lüthje (* 1959) ist ein deutscher Sozialwissenschaftler und Hochschullehrer.

## Leben
Nach dem abgeschlossenen Diplom-Studiengang in Soziologie 1985 und der Promotion 1991 an der Johann Wolfgang Goethe-Universität in Frankfurt war Lüthje bis 1996 wissenschaftlicher Mitarbeiter im Fachbereich Gesellschaftswissenschaften der Frankfurter Universität tätig. 1996/97 war er Gastwissenschaftler am Institute for the Study of Social Change der University of California, Berkeley. Von 1996 bis 1999 war er Habilitationsstipendiat der Deutschen Forschungsgemeinschaft. Nachdem er sich im Jahr 2000 mit der venia legendi für das Fach Soziologie habilitiert hatte, übernahm er im Sommersemester 2001 die Vertretungsprofessur für den Fachbereich Politisches System der Bundesrepublik Deutschland an der Universität-Gesamthochschule Kassel und im Wintersemester 2003/2004 die Vertretungsprofessur für Industriesoziologie am Fachbereich Gesellschaftswissenschaften an der Frankfurter Universität.
2008/2009 war er Gastprofessor an der School of Labor Relations and Human Resources der Renmin University of China, Beijing. Seit 2011 lehrt er als Gastprofessor und seit 2016 als Stiftungsprofessor der VW China an der School of Government, Sun-Yat-sen-Universität (Guangdong), China.

## Schriften (Auswahl)
- (zus. mit Siqi Luo und Hao Zhang): Beyond the Iron Rice Bowl. Regimes of Production and Industrial Relations in China. Frankfurt a. M. und New York 2013: Campus.
- (zus. mit Stefanie Hürtgen): From Silicon Valley to Shenzhen: Global Production and Work in the IT Industry. Washington 2013: Rowman & Littlefield.
- Desorganisisierter Despotismus. Globale Produktion, soziale Diskriminierung und Arbeitsbeziehungen in der Elektronikindustrie in China. In: Brigitte Aulenbacher, Maria Funder, Heike Jacobsen und Susanne Völker (Hrsg.): Arbeit und Geschlecht im Umbruch der modernen Gesellschaft. Wiesbaden 2007: Springer VS, S. 201–216.
- Jenseits der New Economy – Innovation und globale Produktionsnetze in der IT-Industrie. In: Hagen Hof und Ulrich Wengenroth (Hrsg.): Innovationsforschung – Ansätze, Methoden, Grenzen und Perspektiven. Münster 2007: LIT-Verlag, S. 353–365.
- (zus. mit Xielin Liu und Peter Pawlicki): China: Nationales Innovationssystem und marktwirtschaftliche Transformation. In: Frank Gerlach, Astrid Ziegler (Hrsg.): Innovationspolitik: Wie kann Deutschland von anderen lernen? Marburg 2007: Schüren, S. 222–249.
- (zus. mit Wilhelm Schumm und Martina Sproll): Contract Manufacturing. Transnationale Produktion und Industriearbeit in der IT-Branche. Frankfurt a. M. und New York 2002: Campus.
- Standort Silicon Valley. Ökonomie und Politik der vernetzten Massenproduktion. Frankfurt a. M. und New York 2001: Campus.
- (zus. mit Josef Esser und Ronald Noppe): Europäische Telekommunikation im Zeitalter der Deregulierung – Infrastruktur im Umbruch. Münster 1997: Westfälisches Dampfboot.
- (zus. mit Christoph Scherrer): Zwischen Rassismus und Solidarität: Einwanderung, Diskriminierung und Gewerkschaften in den USA. Münster 1997: Westfälisches Dampfboot.
- Jenseits des Sozialpakts. Neue Unternehmensstrategien, Gewerkschaften und Arbeitskämpfe in den USA. Münster 1994: Westfälisches Dampfboot.
- Die Neuordnung der Telekommunikationsindustrie in den USA. Krise fordistischer Akkumulation, Deregulierung und Gewerkschaften. Wiesbaden 1993: Deutscher Universitäts-Verlag.

| Personendaten    | Personendaten                           |
| ---------------- | --------------------------------------- |
| NAME             | Lüthje, Boy                             |
| KURZBESCHREIBUNG | deutscher Soziologe und Hochschullehrer |
| GEBURTSDATUM     | 1959                                    |